# Вершининская
Вершининская — деревня в Тотемском районе Вологодской области.
Входит в состав Мосеевского сельского поселения, с точки зрения административно-территориального деления — в Середской сельсовет.
Расстояние до районного центра Тотьмы по автодороге — 77 км, до центра муниципального образования деревни Мосеево по прямой — 35 км. Ближайшие населённые пункты — Снежурово, Уваровская, Филинская.
По переписи 2002 года население — 18 человек.